# Necydalis sabatinellii
Necydalis sabatinellii är en skalbaggsart som beskrevs av Gianfranco Sama 1994. Necydalis sabatinellii ingår i släktet stekelbockar, och familjen långhorningar. Inga underarter finns listade i Catalogue of Life.